# العلاقات الجنوب سودانية الميكرونيسية
العلاقات الجنوب سودانية الميكرونيسية هي العلاقات الثنائية التي تجمع بين جنوب السودان وولايات ميكرونيسيا المتحدة.

## مقارنة بين البلدين
هذه مقارنة عامة ومرجعية للدولتين:
| وجه المقارنة                                              | جنوب السودان                  | ولايات ميكرونيسيا المتحدة |
| --------------------------------------------------------- | ----------------------------- | ------------------------- |
| المساحة (كم2)                                             | 619.75 ألف                    | 702                       |
| عدد السكان (نسمة)                                         | 12.58 مليون                   | 105.54 ألف                |
| الكثافة السكانية (ن./كم²)                                 | 20.3                          | 15.03 ألف                 |
| العاصمة                                                   | جوبا                          | باليكير                   |
| اللغة الرسمية                                             | لغة إنجليزية                  | لغة إنجليزية              |
| العملة                                                    | جنيه جنوب سوداني، جنيه سوداني | دولار أمريكي              |
| الناتج المحلي الإجمالي (بليون دولار)                      | 2.90 مليار                    | 336.43 مليون              |
| الناتج المحلي الإجمالي (تعادل القوة الشرائية) بليون دولار | 22.88 مليار                   | 365.27 مليون              |
| الناتج المحلي الإجمالي الاسمي للفرد دولار أمريكي          | 73                            | 3.02 ألف                  |
| الناتج المحلي الإجمالي للفرد دولار أمريكي                 | 2.02 ألف                      |                           |
| مؤشر التنمية البشرية                                      | 0.467                         | 0.640                     |
| رمز المكالمات الدولي                                      | +211                          | +691                      |
| رمز الإنترنت                                              | .ss                           | .fm                       |
| المنطقة الزمنية                                           | ت ع م+03:00                   |                           |

## منظمات دولية مشتركة
يشترك البلدان في عضوية مجموعة من المنظمات الدولية، منها:
| علم المنظمة | اسم المنظمة                               | تاريخ انضمام جنوب السودان | تاريخ انضمام ولايات ميكرونيسيا المتحدة |
| ----------- | ----------------------------------------- | ------------------------- | -------------------------------------- |
|             | مؤسسة التنمية الدولية                     | 18 أبريل 2012             | 24 يونيو 1993                          |
|             | يونسكو                                    | 27 أكتوبر 2011            | 19 أكتوبر 1999                         |
|             | وكالة ضمان الاستثمار متعدد الأطراف        | 18 أبريل 2012             | 11 أغسطس 1993                          |
|             | الأمم المتحدة                             | 14 يوليو 2011             | 17 سبتمبر 1991                         |
|             | البنك الدولي للإنشاء والتعمير             | 18 أبريل 2012             | 24 يونيو 1993                          |
|             | الاتحاد الدولي للاتصالات                  | 3 أكتوبر 2011             | 18 مارس 1993                           |
|             | مؤسسة التمويل الدولية                     | 18 أبريل 2012             | 24 يونيو 1993                          |
|             | المركز الدولي لتسوية المنازعات الاستشارية | 18 مايو 2012              | 24 يوليو 1993                          |

## وصلات خارجية
- موقع وزارة الخارجية الجنوب سودانية